# Džigitovka

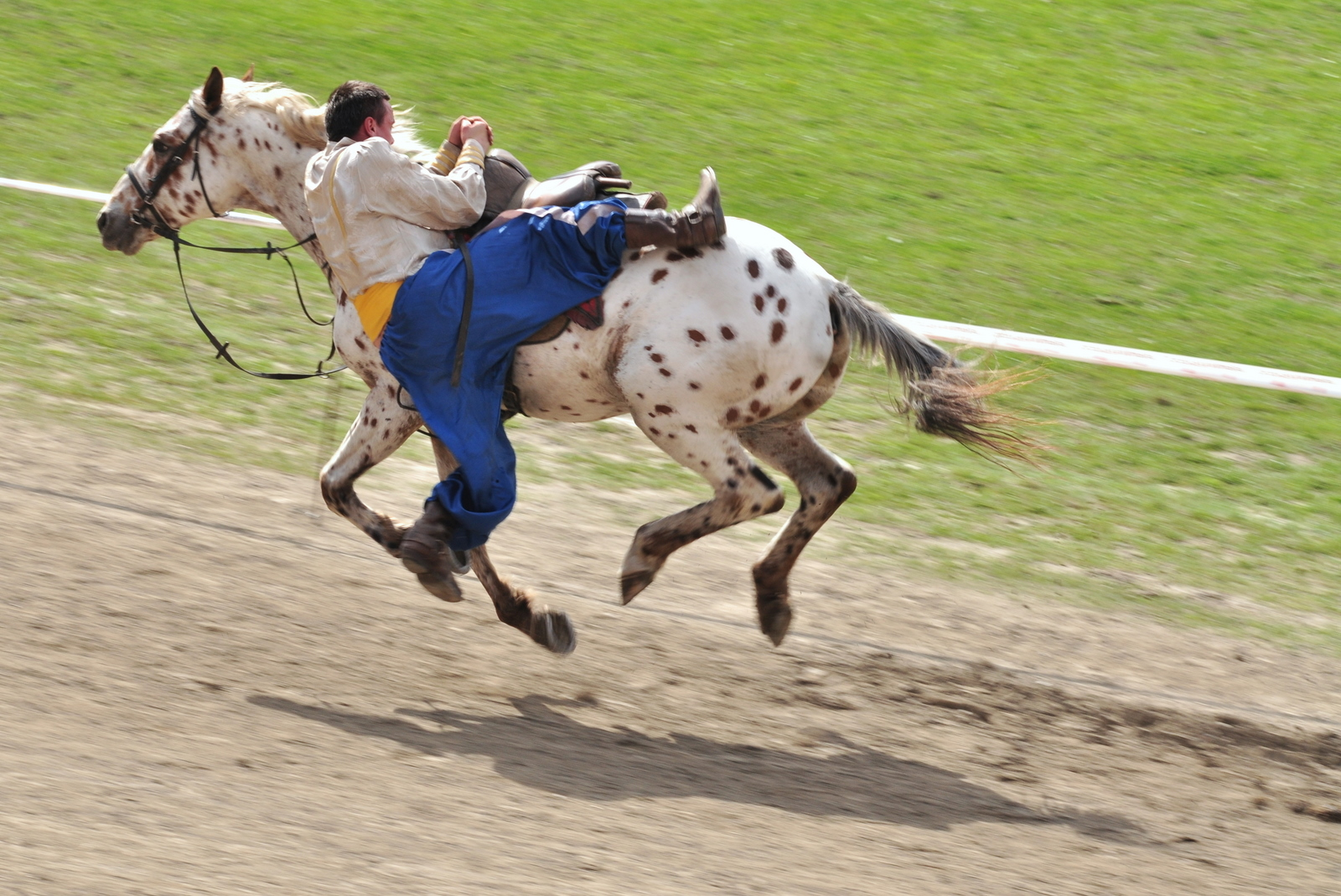
Džigitovka

Džigitovka (rusky Джигитовка, z tureckého slova džigit označujícího zdatného jezdce) je druh akrobacie prováděné na cválajícím koni, oblíbený hlavně v Rusku.
Už Xenofón se zmiňuje o tom, že obyvatelé Kavkazu dokáží provádět v plné jízdě nejrůznější cviky. Jejich bojová taktika byla založená na tom, že se skrývali před nepřáteli za trupem koně. Umění džigitovky dovedli k dokonalosti kozáci a až do druhé světové války byly její prvky součástí výcviku ruské kavalérie.
V současnosti se džigitovka dělí na sportovní a cirkusovou. Ke sportovní patří seskakování a naskakování za jízdy, sbírání předmětů ze země a střelba v jízdě na terč. Její fyzická náročnost na lidi i koně a skutečnost, že je k ní potřeba dráha dlouhá 360 metrů vedou k tomu, že ji v současnosti vytlačuje voltiž.
Ruští emigranti v USA předváděli džigitovku v show Buffalo Billa a obohatili jejími prvky rodeo. Přeborníci džigitovky se také uplatnili jako filmoví kaskadéři.